# Landi Kotal
Landi Kotal är en stad i de federalt administrerade stamområdena, ett halvautonomt territorium i nordvästra Pakistan. Den är huvudort för agentskapet Khyber, och folkmängden uppgick till cirka 34 000 invånare vid folkräkningen 2017.